# Triánta
Triánta, parfois également orthographiée Trianta ou Trianda, est une ville de l'île de Rhodes, dans le district régional grec d'Égée-Méridionale, située au Nord de l’île.
C’est une ville moderne, dédiée au tourisme, avec une plage longue de plusieurs kilomètres, qui fait partie des principales stations balnéaires de Rhodes, et le lieu de villégiature des riches habitants de Rhodes.
Elle est située en contrebas de l'ancienne acropole dorique de Ialyssos, sur le mont Filerimos. La région est peuplée depuis la préhistoire et comporte de nombreux sites archéologiques. Les vestiges d’un campement de l’époque minoenne ont été découverts à Trianta, et des cimetières de l’époque mycénienne trouvés dans les collines environnantes.